# Cantarius nolﬁ
Cantarius nolﬁ es una especie extinta de peces que vivió hace aproximadamente 23 millones de años  en Surámerica, su registro fue encontrado en la Formación Cantaure de Venezuela. La presencia de esta especie en la Formación Cantaure y en las formaciones Castilletes, Castillos y Pebas en los niveles asociados a paleoambientes marinos de aguas poco profundas muestran una amplia distribución de la región protocaribeña a lo largo de la costa noroeste de Surámerica durante el Mioceno temprano.

## Descripción
El otolito es ovoide muy regular y extremadamente grueso. El margen anterior es ligeramente cóncavo. El margen caudal es redondeado. La proyección antero-mesial es pequeña y redondeada.

## Etimología
Nombrado en honor de Dirk Nolf, Instituto Real de Ciencias Naturales de Bélgica, por sus contribuciones al conocimiento de los otolitos de peces teleósteos fósiles.